# 마세라티 르반떼
마세라티 르반떼(Maserati Levante)는 이탈리아의 제조사인 마세라티에서 생산/판매중인 고성능 준대형 SUV이다.